# 王斌 (明朝)
王斌（？—1457年），陕西省勉县人，明朝中期陕西民变首领。王斌本来是一个僧人，法名悟真。景泰年间，开始组织民众。明英宗天顺元年（1457年）元旦，率流民数千人举旗反明，立国号为极乐，年号天绣。义军进攻汉中时，王斌被俘被杀。